# Bernd Fahrholz
Bernd Fahrholz (* 4. August 1947 in Oldenburg) ist ein deutscher Jurist, der vom 1. Mai 2000 bis zum 25. März 2003 Vorstandsvorsitzender der Dresdner Bank AG war.

## Leben
Bernd Fahrholz studierte Rechtswissenschaften in Göttingen und Hamburg und legte beide Staatsexamen ab. Nach dem Studium arbeitete er als wissenschaftlicher Assistent an der Universität Hamburg (Finanz- und Steuerrecht), wo er 1978 über „Leasing in der Bilanz“ promovierte.
Bernd Fahrholz kam 1977 als Syndikus in die Rechtsabteilung zur Dresdner Bank. Er wechselte 1985 auf die kaufmännische Seite, durchlief dort verschiedene Abteilungen (Corporate Finance) und wurde 1996 zum Generalbevollmächtigten ernannt. Seit 1998 war er Mitglied des Vorstandes, dessen Vorsitzender er 2000 wurde. Im Zuge der Übernahme der Dresdner Bank AG durch die Versicherung Allianz AG, München, 2001 wurde er zusätzlich stellvertretender Vorsitzender des Vorstandes der Allianz. Beide Vorstandsmandate legte Fahrholz 2003 nieder. Seitdem ist er im internationalen Finanzwesen beratend tätig.
Neben seiner Tätigkeit für die Bank lehrte er seit 1995 Steuerrecht am Fachbereich der Rechtswissenschaften an der Goethe-Universität in Frankfurt am Main und veröffentlichte das Buch „Neue Formen der Unternehmensfinanzierung“. Dafür ernannte ihn die Universität 2000 zum Honorarprofessor. 2002 wurde Bernd Fahrholz in Anerkennung seiner vielfältigen Verdienste für die Universität die Würde eines Ehrensenators der Goethe-Universität Frankfurt verliehen. Zudem ist Bernd Fahrholz Herausgeber mehrerer Bücher, u. a. „Freiheit und Demokratie – Gedenkveranstaltung für die Opfer des Terrorjahres 1977“.
Bernd Fahrholz war Mitglied der Aufsichtsräte zahlreicher nationaler wie internationaler Großunternehmen wie BMW AG, BNP Paribas S.A., Fresenius Medical Care (FMC) und HeidelbergCement AG.
Im Jahr 2001 wurde Bernd Fahrholz in das 12-köpfige „Board of Directors“ der argentinischen Bank Banco General de Negocios S.A. (BGN) berufen. Im Folgejahr wurde diese Bank von der Zentralbank wegen Betrugsvorwürfen geschlossen. Im Dezember 2008 erließ eine argentinische Richterin einen Haftbefehl gegen Bernd Fahrholz und zwei weitere ausländische Direktoren des Boards wegen deren Weigerung zur Anhörung in Argentinien zu erscheinen. Die argentinische Zentralbank als Bankenaufsichtsbehörde erließ im Jahr 2010 Sanktionen gegen eine Vielzahl einzelner geschäftsführender Direktoren der Bank, nicht aber gegen Bernd Fahrholz.
Im Jahr 2020 stellte das zuständige argentinische Gericht das Ermittlungsverfahren gegen Fahrholz ein.

## Veröffentlichungen

### Monografien
- Leasing in der Bilanz. Dissertation. Heymann-Verlag, 1979, ISBN 3-452-18623-7.
- Neue Formen der Unternehmensfinanzierung. Beck-Verlag, 1998, ISBN 3-406-43780-X.

### Als Herausgeber
- Frauen, Karriere, Familie. Wiesbaden 2001, ISBN 3-933355-96-6.
- mit Hans-Olaf Henkel: Arbeit ohne Barrieren : Chancen für Deutschland. Wiesbaden 2001, ISBN 3-933355-95-8.
- Gedenkveranstaltung für die Opfer des Terrorjahres 1977: Friedrichstadtkirche am Französischen Dom Berlin. 18. Oktober 2002; 25 Jahre nach dem „Deutschen Herbst“: Herausforderungen und Verpflichtungen für Bürger und Staat in einer freiheitlichen Demokratie. Hamburg 2002, ISBN 3-455-10416-9.
- mit Sigmar Gabriel, Peter Müller: Nach dem Pisa-Schock, Plädoyer für eine Bildungsreform. Hoffmann und Campe-Verlag, 2002, ISBN 3-455-10415-0.